# Kitty Marion

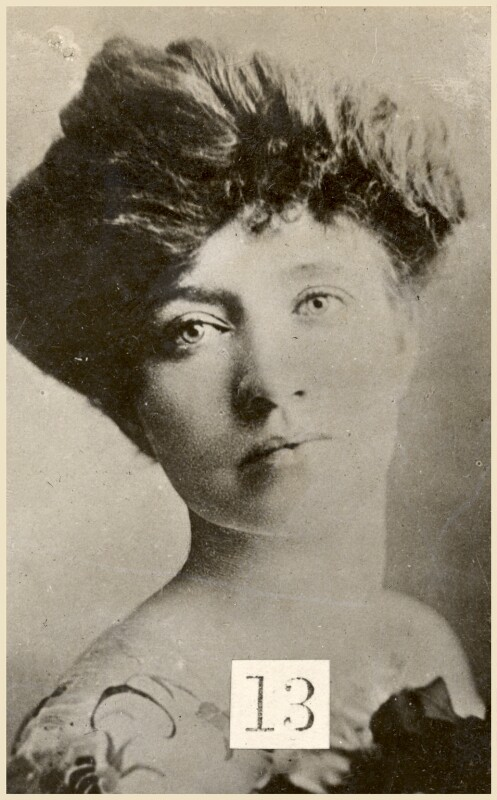
Kitty Marion (um 1913)

Kitty Marion (* 12. März 1871 in Rietberg, Provinz Westfalen, Königreich Preußen, als Katharine Marie Schäfer; † 9. Oktober 1944 in New York City) war eine im Vereinigten Königreich und in den Vereinigten Staaten wirkende Suffragette westfälischer Herkunft. Ab 1923 besaß sie die Staatsbürgerschaft der Vereinigten Staaten.

## Leben
Katherine Marie Schäfer wurde im März 1871 im westfälischen Rietberg als einziges Kind eines Ingenieurs geboren. Als sie zwei Jahre war, verstarb ihre Mutter an Tuberkulose; vier Jahre später erlag auch ihre Stiefmutter der gleichen Krankheit. Ihr Vater war gewalttätig und nur kurze Aufenthalte bei Verwandten boten ein wenig Schutz. Schon von Kindheitstagen von einer Bühnenkarriere träumend, verließ sie ihren Vater 1886 und zog zu einer Tante nach London. Um den dort beengten Wohnbedingungen zu entkommen, verfolgte sie ab den späten 1880er Jahren eine Bühnenkarriere unter dem Bühnennamen „Kitty Marion“. Nach einem ersten Engagement als Ensemblemitglied für eine Robinson-Crusoe-Inszenierung am Theatre Royal in Glasgow 1889 baute sie sich über die nächsten Jahren eine moderat erfolgreiche Bühnenlaufbahn auf, während der sie besonders als Sängerin und Tänzerin in Komödien und Pantomimenshows in provinziellen Tourneetheatern Erfolg hatte. Im Laufe der Zeit erhielt sie einige Nebenrollen, der große Durchbruch gelang ihr jedoch nie. Unter anderem trat sie in Operetten wie The Lady Slavey oder Kitty Grey auf. Nach einem Streit mit ihrem Chef George Dance wechselte sie in das Genre der Music Halls.
Im Laufe ihrer Karriere war Marion zunehmend entrüstet von den prekären Arbeitsbedingungen für Frauen im Bühnengeschäft, denn Theatermanager und -agenten setzten oftmals sexuelle Handlungen im Gegenzug für Rollenangebote voraus („Casting Couch“). Marion schrieb zunächst einen öffentlichen Brief an die Londoner Tageszeitung The Era, der eine öffentliche Debatte über das Thema entfachte. 1906 trat sie der Variety Artistes’ Federation bei, einer Art Gewerkschaft für Bühnendarsteller, in der sie sich ebenfalls gegen die sexuelle Ausbeutung von Frauen engagierte. Unter anderem wurde sie auch zu einer Sitzung des London County Councils eingeladen, um dort ihre Sichtweise vorzubringen. Ermutigt durch dieses Engagement, begann sich Marion parallel immer mehr für den Kampf um das Frauenwahlrecht zu interessieren. 1908 trat sie daher der Women’s Social and Political Union (WSPU) bei, einer radikalen Gruppierung der Suffragettenbewegung, die durch zivilen Ungehorsamen und Taten anstelle von Worten ihre politische Forderung nach mehr Frauenrechten umsetzen wollte. Ein Jahr später schloss sie sich auch der Actresses’ Franchise League an, wenngleich sie öffentlich hauptsächlich als Aktivistin der WSPU in Erscheinung trat.

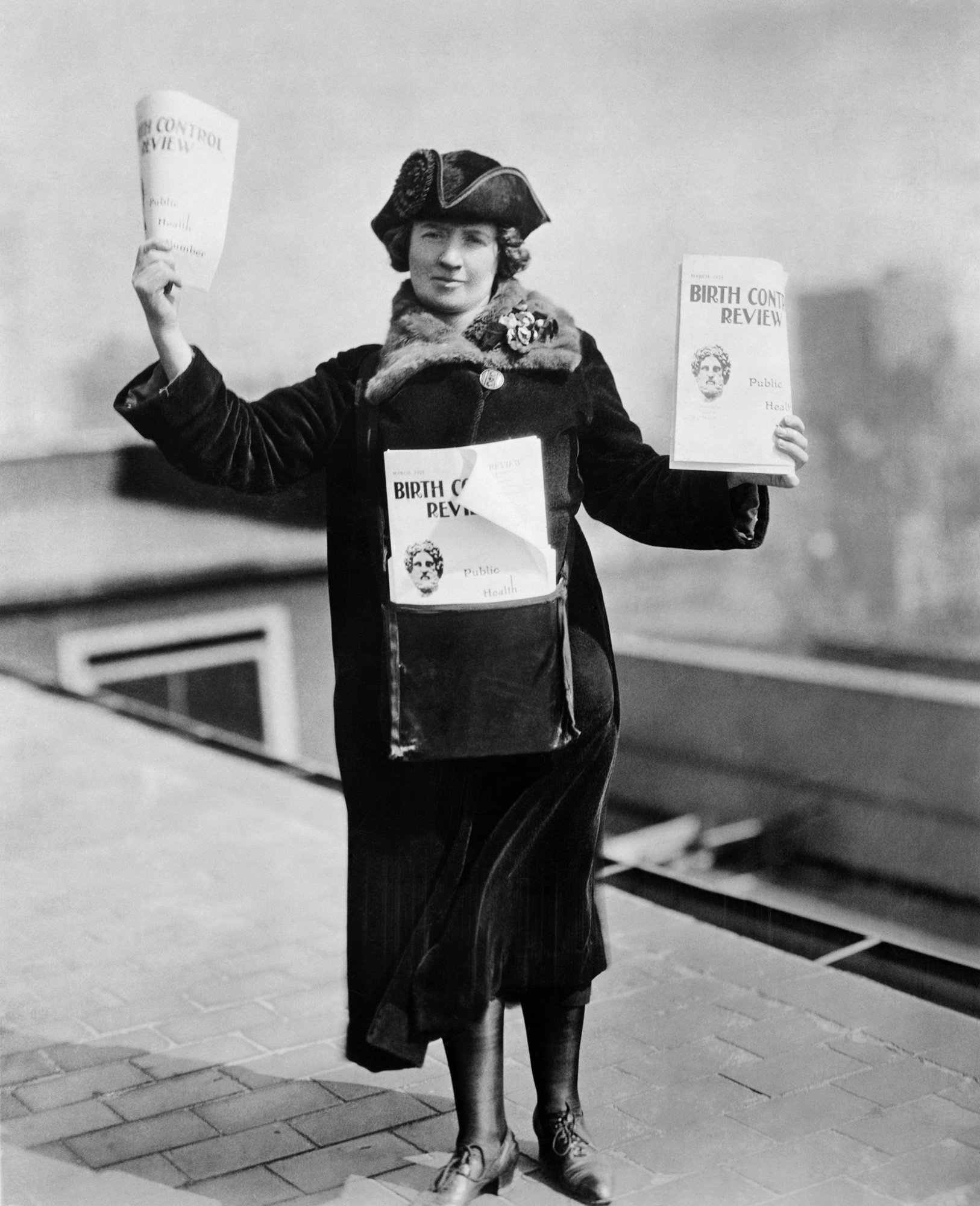
Kitty Marion beim Verkauf des Birth Control Review in New York (1925)

Marion beteiligte sich an diversen Aktionen der WSPU: Unter anderem schlug sie 1909 ein Fenster am General Post Office während eines Besuches von David Lloyd George ein, gilt als Verantwortliche für einen Brandanschlag auf das Anwesen des Industriellen und konservativen Politikers Arthur Du Cros in St Leonards-on-Sea und zündete gemeinsam mit Clara Giveen 1913 eine Tribüne am Hurst Park Racecourse in Erinnerung an Emily Davison an. Insgesamt sieben Mal wurde sie wegen ihrer Taten zu Gefängnisstrafen verurteilt, während der sie üblicherweise in den Hungerstreik ging und zwangsernährt wurde. Ihre letzte Gefängnisstrafe wegen des Anschlags am Hurst Park Racecourse wurde wegen des Cat and Mouse Acts 1913 vorzeitig beendet. Ein Jahr später wurde wegen des Ausbruchs des Ersten Weltkriegs eine Generalamnestie für alle Suffragetten ausgesprochen. Marion versuchte nun, erneut im Bühnengeschäft Fuß zu fassen und trat unter dem Pseudonym „Kathleen Meredith“ in einigen Rollen auf. Als sie aber 1915 wegen ihrer deutschen Herkunft zum Enemy Alien erklärt wurde und die Möglichkeit bestand, nach Deutschland deportiert zu werden, wanderte Marion in die Vereinigten Staaten aus, wo sie sich in New York City Margaret Sangers Kampf für bessere Möglichkeiten zur Empfängnisverhütung für Frauen anschloss. Auch hier beteiligte sie sich an illegalen Protesten, die sie für einige Zeit ins Gefängnis brachten. Ihren Lebensunterhalt verdiente sie mit dem Verkauf des Birth Control Reviews auf dem Broadway. 1923 wurde sie eingebürgert.
Mitte der 1930er Jahre beendete sie ihr Engagement für Sanger, wurde mit einer Gala und einem Geldgeschenk von der American Birth Control League geehrt und reiste nach England, um dort der Enthüllung einer Statue für Emmeline Pankhurst beizuwohnen. Nach ihrer Rückkehr in die Vereinigten Staaten arbeitete sie für die Works Progress Administration in einem Programm, dass Kindern bessere Englischkenntnisse vermitteln sollte. Dafür arbeitete sie an öffentlichen Schulen im New Yorker Stadtteil Hell’s Kitchen. In den 1930er Jahren verfasste sie zudem ein nicht veröffentlichtes Manuskript für eine Autobiografie. Anfang der 1940er Jahre gab sie einen Vorlass an die Londoner Fawcett Library, die sich als Bibliothek und Archiv der Frauenbewegung versteht. Kitty Marion starb 73-jährig im Oktober 1944 verarmt in einem von Sanger geleiteten Pflegeheim in New York. Weitere Dokumente aus ihrem Besitz befinden sich heute in der New York Public Library und im Museum of London. 2018 veröffentlichte die Historikerin Fern Riddell eine Biografie Marions. Ein Jahr später publizierten die Historikerinnen Viv Gardner und Diane Atkinson eine Edition von Marions Autobiografie.